# Bösarps kyrka
Bösarps kyrka är en kyrkobyggnad i Bösarp på Söderslätt i Skåne. Den tillhör Dalköpinge församling i Lunds stift.

## Kyrkobyggnaden
Bösarps kyrka är uppförd i nygotisk stil med torn och tresidigt kor. Kyrkan byggdes 1870–1871 efter ritningar av byggmästare  P. O. Strandqvist i Lund. De blev omarbetade av arkitekt Per Ulrik Stenhammar. Den ersatte en medeltida kyrka från 1100-talet. Kyrkan blev invigd i augusti 1871.
Dekorationsmålare Cedervall från Trelleborg målade inredningen i en mörk färg år 1900.

## Interiör
- Ett krucifix och en ljuskrona är bevarade från 1400-talet.
- Predikstolen från 1605 är utförd av Andreas Jacobi från Trelleborg.
- Altartavlan "Uppståndelsens morgon" från 1927 är målad av Hugo Gehlin.
- Orgeln är byggd 1888 av orgelbyggare Rasmus Nilsson och ett av dennes bäst bevarade instrument.
- Den stora klockan är gjuten 1571 av nederländaren Heinricus de Borch och den lilla klockan göts 1730 av Andreas Wetterholtz i Malmö.

### Orgel
- 1842 byggde Pehr Lund, Lund en orgel som flyttades till den nya kyrkan.
- Den nuvarande orgeln byggdes 1888 av Rasmus Nilsson, Malmö, Fasaden ritades av arkitektfirman Lindvall & Cronsjö i Malmö. Orgeln renoverades 1913 av Jacob Lindgren i Malmö och 1981 av Fredriksborgs Orgelbyggeri i Hilleröd, Danmark.

| Manual I            | Manual II           | Pedal         | Koppel       |
| Principal 16'       | Violinprincipal 8´  | Subbas 16´    | I/P          |
| Borduna 16'         | Rörflöjt 8'         | Violon 16'    | II/P         |
| Principal 8'        | Salicional 8'       | Violoncell 8' | II/I         |
| Flute harmonique 8' | Flute octaviante 4' | Octava 4'     | I 4'         |
| Viola da Gamba 8'   | Oktaviana 2'        | Basun 16'     | II, II/I 16' |
| Octava 4'           | Clarinette 8'       |               |              |
| Quinta 2 2/3'       |                     |               |              |
| Octava 2'           |                     |               |              |

 Trompette 8'